# 大阳镇 (云阳县)
大阳乡，是中华人民共和国重庆市云阳县下辖的一个乡镇级行政单位。

## 行政区划
大阳乡下辖以下地区：
黄陵村、鸡鸣村、民富村、庆霞村、柴藤村、大树村和大阳村。